# Rui Mendes de Vasconcelos
Rui Mendes de Vasconcelos (1340 -?) foi um nobre medieval do Reino de Portugal e o primeiro senhor de Figueiró e de Pedrógão.

## Biografia
Recebeu das mãos do rei D. João I de Portugal, por mercê, o Senhorio da vila de Caminha e de Terra da Nóbrega, localidade que corresponde a actual Ponte da Barca. Como cavaleiro destacou-se no combate contra os mouros em conjunto com o irmão, o mestre da Ordem de Santiago, D. Mem Rodrigues de Vasconcelos que comandou a Ala dos Namorados na Batalha de Aljubarrota.
Mais tarde veio a trocar as as terras de Baltar e Paiva com seu primo D. Nuno Álvares Pereira, cedendo-lhe este as terras de Basto e as honras de Frazão e Sanfins de Ferreira.
Foi ainda como militar que prestou socorreu à cidade de Coimbra, ainda na vigência do reinado de D. João I de Portugal que acompanhou em combate. "se meteo dentro da cidade com sua gente acudindo aos asaltos e sahindo aos encontros com tal honra q na defeza da terra lhe derão o 1.º lugar e na batalha pelejou na banguarda com esforso e vallor".
Veio a morrer por afogamento na Nau dos Estanques, que navegava no Rio Minho, junto à localidade de Monção, na altura em que acompanhava  D. João I de Portugal a quando do ataque a Tui.

## Relações familiares
Era filho de Gonçalo Mendes de Vasconcelos (1320 -1407) que foi alcaide-mor de Coimbra e de Teresa Rodrigues Ribeiro (c. 1320 -?) filha de Rui Vasques Ribeiro (1300 -?) e que foi o 2.º senhor do morgadio de Soalhães e de Marinha Gonçalves de Chacim (1310 -?). Casou com Constança Álvares (c. 1340 -?) de quem teve:
1. Rui Vasques Ribeiro (1360 -?) e que foi o 2.º senhor de Figueiró e Pedrógão. Casou por duas vezes, a primeira com Ana Afonso e a segunda com Violante de Sousa;
2. Maria da Silva (c. 1360 -?) casada com D. João Rodrigues Pereira (1340 - Monção), que foi senhor de Castelo de Paiva, Baltar e Cabeceiras de Basto.